# Ourisia ruellioides
Ourisia ruellioides là một loài thực vật có hoa trong họ Mã đề. Loài này được (L.f.) Kuntze mô tả khoa học đầu tiên năm 1898.